# Чайльд Морган
Чайльд Морган — роман американской писательницы Кэтрин Куртц в жанре фэнтези. Впервые опубликован издательством Ace Books 5 декабря 2006 года. Это пятнадцатая книга автора о дерини, вторая в трилогии Чайльд Морган. По сюжету это приквел к первой трилогии о дерини, Хроники дерини.

## Сюжет: краткое содержание
Действие романа происходит в Гвинеде, одном из Одиннадцати королевств. Население этой страны — люди и дерини, раса, обладающая магическими способностями и особыми способностями психики, передающимися по наследству. Эта раса подвергается гонениям уже 200 лет. В романе продробно описана жизнь Аларика Моргана, маленького дерини-полукровки, выбранного королём Доналом Блейном Халдейном для защиты особого наследства, имеющегося в королевской семье — магических ритуалов. Ни люди, ни дерини не признают Аларика своим, а некоторые готовы пойти на всё, чтобы уничтожить мальчика.

## Сюжет: полное изложение
В книге описаны события, произошедшие на протяжении двух с половиной лет — с конца декабря 1093 до начала марта 1096. Сэр Кеннет Морган и его жена, леди Алиса де Корвин, привозят своего сына, Аларика, ко двору короля Донала Блейна Халдейна в столицу, город Ремут. В январе 1094 года, в крещенский сочельник, Кеннету присваивают титул графа Лендурского и назначают регентом в случае, если Аларик унаследует от матери герцогство Корвин. В следующем эпизоде Совет Камбера обсуждает растущую опасность со стороны Захарии Помроя — бесчестного дерини, склоняющего своего молочного брата Хогана к предъявлению претензий на гвинедский престол.
Весной семейство Морганов путешествует в Лендур и Корвин, где Кеннет знакомится со своими новыми владениями. Возвращаясь в конце лета в Ремут, они видят останки нескольких дерини, сожженных на костре селянами. Этот инцидент — впечатляющее и острое напоминание о сохраняющейся вражде, которую люди Гвинеда чувствуют к дерини. На следующий крещенский сочельник Донал получает сообщение о смерти наследника торентского престола. Совет Камбера, зная о взаимоотношениях Захарии и погибшего принца, пытается расследовать это событие, но безуспешно.
В июне 1095 года Алиса и Кеннет помогают королю в проведении короткого магического обряда. Старший сын Донала, принц Брион достиг совершеннолетия (14 лет), и Донал предпринимает попытку подготовить его разум к освоению Способностей Халдейнов. Затем Алиса и Аларик уезжают в Кулди, где вновь беременная Алиса планирует провести лето в компании своей тайной сестры-близнеца, графини Кирнийской Веры Маклейн. По требованию короля на следующий день после того, как Аларику исполняется четыре года, Вера и Алиса проводят над своими детьми древний деринийский обряд наречения имени. Этот обряд прерывается секретным приездом самого короля, который решил принять участие в ритуале, чтобы ещё сильнее связать мальчика со своими планами. В октябре Алиса и Вера переезжают в собственные владения Кеннета, которые находятся близко от Ремута, что позволяет королю нанести им ещё один скрытый визит. Огорченной преждевременной смертью своего младшего сына, принца Ятана, Донал устанавливает в разуме маленького Аларика ключи, которые в будущем позволят ему открыть способности Халдейнов в наследнике короны. Вернувшись в Ремут, Донал заболевает, и его состояние начинает быстро ухудшаться, несмотря на все усилия королевских медиков. Четырнадцатого ноября 1095 года король Донал Блейн Халдейн умирает.
Алиса рожает второго ребёнка — девочку по имени Бронвин — 12 декабря, но не может восстановиться после родов. Несмотря на это, она желает активировать способности Бриона так быстро, как только возможно. Кеннет неохотно соглашается, но ослабевшая Алиса не может полностью выполнить активацию. Усилия, которые она прилагала, были для неё чрезмерными, и леди Алиса де Корвин де Морган умирает на руках своего мужа 29 декабря 1095 года.
После похорон Алисы Кеннет и Аларик возвращаются в Ремут на коронацию Бриона, но церемония откладывается из-за смерти Валоретского архиепископа. Все епископы едут в Валорет на выборы нового гвинедского примаса, которые заканчиваются только в начале Марта. Брион решает поехать нанести визит новому архиепископу в Валорете, несмотря на предупреждения о том, что это может быть небезопасно. Кроме того, Совет Камбера считает, что Захария Помрой может попытаться убить нового короля. Король приезжает в Валорет на интронизацию нового архиепископа. Попытка покушения на короля раскрыта Джамилем Ариланом, дерини, служащим Совету Камбера. Джамилю приходится довериться Кеннету и они вдвоем разрушают план заговорщиков прежде, чем те успевают повредить Бриону. Таинственнуй друг действа Алисы, сэр Сэ Трелони, спасает Кеннета в ходе битвы внутри кафедрального собора, убивая бесчестного дерини одной стрелой. Кеннет никому не рассказывает о том, что Джамиль — дерини, а Сэ находится в Валорете. Король возвращается в Ремут, идут приготовления к коронации, и король Брион Халдейн восходит на престол 24 марта 1096 года. Вновь появившийся Сэ клянется Бриону в верности, Кеннет подтверждает аналогичные клятвы, данные им династии Халдейнов, за себя и за сына.

## Персонажи книги
- Король Донал Блейн Халдейн, король Гвинеда.
- Королева Ричелдис МакФаолан-Грюффуд: Королева Гвинеда, жена короля Донала Блейна, мать принца Бриона
- Принц Брион Халдейн: принц Гвинеда, старший сын и наследник короля Донала Блейна и королевы Ричелдис.
- Принц Нигель Халдейн: принц Гвинеда, второй из выживших детей короля Донала и Ричелдис, младший брат принца Бриона.
- Принц Ричард Халдейн: принц Гвинеда, герцог Картмурский, граф Кулдский, младший единокровный брат короля Донала, дядя принца Бриона и принца Нигеля.
- Леди Алиса де Корвин де Морган: наследница герцогства Корвин, жена Кеннета Моргана, мать Аларика Моргана.
- Граф Кеннет Морган: граф Лендурский, советник короля Донала Блейна, муж Алисы де Корвин, отец Аларика Моргана.
- Лорд Аларик Морган: наследный герцог Корвинский, сын Кеннета Моргана и Алисы де Корвин, двоюродный брат Дункана Маклейна.
- Леди Зоэ Морган: старшая дочь Кеннета Моргана, падчерица Алисы де Корвин
- Графиня Вера (де Корвин) Маклейн: жена графа Кирнийского Яреда Маклейна, мать Дункана Маклейна, тайная сестра-близнец Леди Алисы де Корвин
- Лорд Дункан Маклейн: сын графа Яреда Маклейна и графини Веры Маклейн, двоюродный брат Аларика Моргана.
- Сэр Сэ Трелони: друг детства Алисы де Корвин, признанный рыцарем энвильским.
- Лорд Михон де Курси: член Совета Камбера.
- Лорд Сесиль Арилан: член королевского совета Бриона и Совета Камбера, дядя Джамиля Арилана.
- Мастер Джамиль Арилан: сквайр при короле Донале и принце Брионе, племянник Сесиля Арилана
- Захария Помрой: друг и сводный брат принца Хоган Фурстана.